# Sangre de Muerdago
Sangre de Muerdago és una banda gallega de neofolk establerta a Leipzig (Alemanya) i liderada per Pablo Caamiña Ursusson.
Les seues lletres en gallec s'inspiren en la tradició gallega i tracten temes relacionats amb la naturalesa amb elements místics. La seua música inclou instruments tradicionals com la samfoina i la nyckelharpa. Han musicalitzat poemes d'escriptors gallecs com Rosalía de Castro, Celso Emilio Ferreiro i Manuel María.
Ursusson va començar la seua carrera musical com a membre del grup crust punk Ekkaia. Juntament amb Jorge Olson d'Abreu, crea Sangre de Muerdago i graven la seua primera demo en 2007. Graven i autoediten el seu primer àlbum de llarga durada homònim en 2009.
Posteriorment, Ursusson ha format part d'altres projectes musicals, com el grup de crust punk Cop on Fire i la banda de black metal Antlers.

## Discografia
Des de la seva formació han llançat 6 àlbums de llarga durada, així com diversos EPs i treballs en altres formats.
| Any  | Títol                              | Format                             |
| ---- | ---------------------------------- | ---------------------------------- |
| 2007 | Sangre de Muerdago                 | Demo                               |
| 2010 | Sangre de Muerdago                 | LP                                 |
| 2013 | Deixádeme Morrer no Bosque         | LP                                 |
| 2014 | Nas Fragas do Río Eume             | EP                                 |
| 2014 | Braided Paths                      | Àlbum split amb Novemthree         |
| 2015 | Lembranzas Dende o Lado Salvaxe    | Recopilatori                       |
| 2015 | O Camiño das Mans Valeiras         | LP                                 |
| 2017 | Os Segredos da Raposa Vermella     | EP                                 |
| 2018 | Vagalumes                          | EP                                 |
| 2018 | Noite                              | LP                                 |
| 2020 | As Voces da Pedra                  | Àlbum split amb Monarch            |
| 2020 | Xuntas                             | LP                                 |
| 2021 | Cantiga de Folhas e Agulhas        | Live session amb Judasz & Nahimana |
| 2022 | Cantiga da Rainha das Aigües       | Live session amb Judasz & Nahimana |
| 2023 | O Vento que Lambe as miñas Feridas | LP                                 |